# Ива Самодива
„Ива Самодива“ е български игрален филм (късометражен, драма) от 1943 година на режисьорите Бела Левай и Кирил Петров, по сценарий на Мария Майлат и Кирил Петров.

## Актьорски състав
Роли във филма изпълняват актьорите:
- Дорина Илиева – Ива
- Аги Меднянски – Ива
- Любен Желязков – Павел
- Ласло Сжилаги – Младежът
- Аспарух Темелков – Григор
- Сия Петрова
- Панталей Хранов
- Никола Икономов
- Мария Ясникова
- Зоя Шаранкова
- Веселин Симеонов
- Стефан Савов
- Роза Лазарова